# Schriftliche Anfrage (Deutschland)
Die Schriftliche Anfrage ist das Recht eines Abgeordneten, Informationen von der Regierung zu erhalten. Besonders bedeutend ist das Recht für die Opposition, um die Politik der Regierung kontrollieren zu können. Die Schriftliche Anfrage ist in manchen Bundesländern aus der ehemals Kleinen Anfrage hervorgegangen bzw. wurde in diese geändert. Weitere Fragemöglichkeiten sind die Mündliche Anfrage (in Berlin auch spontane Anfrage genannt) und die Große Anfrage.
In Berlin sind Schriftliche Anfragen und deren Antworten durch das Semantic-Search- und KI-unterstützte Portal Parla frei durchsuchbar.

## Schriftliche Anfrage in den deutschen Landtagen
| Bundesland | Rechtsgrundlage                                           | Frist    | Veröffentlichung        |
| ---------- | --------------------------------------------------------- | -------- | ----------------------- |
| Bayern     | § 71 Geschäftsordnung des Bayerischen Landtages           | 4 Wochen | Drucksache (auf Antrag) |
| Berlin     | § 50 der Geschäftsordnung des Berliner Abgeordnetenhauses | 3 Wochen | Drucksache              |